# Försvarsbeslutet 1963
Försvarsbeslutet 1963 presenterades i januari 1962 av dåvarande överbefälhavaren Torsten Rapp, förslaget kunde sammanfattas kort ”Fred genom styrka”. Torsten Rapp ansåg i sitt förslag att kostnaderna för försvaret måste få stiga med 3,5 % årligen, detta på grund av den allt kostsammare teknisk utveckling av materielen, som stridsflygplanet Draken och den nya stridsvagnen Stridsvagn 103 medförde. Med den storlek försvaret hade i början på 1960-talet bedömde ÖB att "Krigsmakten skall möta, hejda och om möjligt slå en angripare som söker tränga in på svenskt territorium. Därvid skall samtidigt en kust- och en gränsinvasion samtidigt kunna avvärjas av större omfattning och i samband med insatta luftlandsättningsföretag".
Inför försvarsbeslutet resonerade man att Sveriges försvar skulle byggas från grunden, så att det klara de den lägsta nivån. Därav ansågs man att ”stängslet byggas så högt” att en angripare bedömer det nödvändigt att tillgripa en hög krigsnivå så att han tvekar och avstår. ÖB ansåg detta rimligt att skapa denna typ av försvar med de resurser som fanns att tillgå, men förutsatte då att Sverige förfogade kärnvapen, detta för avskräckande en angripare som är beredd att göra storanfall med insats av kärnvapen. 

## Armén
För armén kom försvarsbeslutet att innebära en utökning i jämförelse med försvarsbeslutet 1958. Detta genom att man skulle tillföras nya pansarbrigader samt införde ett nytt typförband - Norrlandsbrigad, som fick en stor rörlighet i snörik och vägfattig terräng genom att brigadentypen till största delen försågs med banddrivna fordon. Vidare tillfördes även Bandkanon 1 och rörliga robotförband utrustade med Robotsystem 68 Bloodhound som en komplettering till luftvärnet vid sidan om skulle två nya pansarbrigader sättas upp.
I praktiken kom dock endast en pansarbrigad att sättas upp, detta genom att Norra skånska infanteriregementet (I 6) ersatte Älvsborgs regemente (I 15) som pansarbrigaduppsättande regemente. Dock kvarstod Älvsborgs regemente (I 15) som pansarbrigaduppsättande regemente fram till 1969, då Norra skånska infanteriregementet (I 6) ej hunnit bli omorganiserad och tillförd pansarmateriel i sin helhet innan 1969. Vidare kom Göta livgardes detachement Göta pansarlivgardes detachement på Gotland tillsammans med Gotlands infanteriregemente (I 18)  att bilda Gotlands regemente (P 18) samt att Gotlandsbrigaden (IB 18) omorganiserades till en pansarbrigad. Södermanlands regemente (I 10) vilka omorganiserats från pansar till pansarinfanteri 1958, nu återgick till pansartrupperna.
| Regementsnr | Regemente                         | Garnisonsort | Kommentar                                 |
| ----------- | --------------------------------- | ------------ | ----------------------------------------- |
| I 6         | Norra skånska infanteriregementet | Kristianstad | Omorganiserades 1963 till pansarregemente |
| I 7         | Södra skånska infanteriregementet | Ystad        | Omorganiserades 1963 till pansarregemente |
| I 10        | Södermanlands regemente           | Strängnäs    | Omorganiserades 1963 till pansarregemente |
| I 18        | Gotlands infanteriregemente       | Visby        | Omorganiserades 1963 till pansarregemente |

Genom det nya typförbandet - Norrlandsbrigad och tillförandet av nya pansarförband kom försvarsbeslutet att påverka åtta stycken brigader, där två stycken kom att avvecklas helt och hållet. 
| Brigadnr | Brigad                | Garnisonsort | Kommentar                                              |
| -------- | --------------------- | ------------ | ------------------------------------------------------ |
| IB 18    | Gotlandsbrigaden      | Visby        | Omorganiserades 1966 till pansarbrigad.                |
| IB 19    | Norrbottensbrigaden   | Boden        | Omorganiserades 1964 till norrlandsbrigad              |
| IB 26    | Kristianstadsbrigaden | Kristianstad | Omorganiserades mellan 1963 och 1969 till pansarbrigad |
| IB 37    | Skånebrigaden         | Ystad        | Avvecklades 1963                                       |
| IB 35    | Härjedalsbrigaden     | Östersund    | Omorganiserades 1963 till norrlandsbrigad              |
| IB 46    | Västkustbrigaden      | Halmstad     | Avvecklades 1964                                       |
| IB 50    | Lapplandsbrigaden     | Umeå         | Omorganiserades 1965 till norrlandsbrigad              |
| PB 5     | Älvsborgsbrigaden     | Borås        | Omorganiserades 1969 till infanteribrigad              |

## Flygvapnet
Flygvapnet kom att fortsätta sin blev materielanskaffning, vilket samtidigt medförde stora kostnader. Saab 32 Lansen kom successivt att växlas ut mot Saab 35 Draken, som kom att bli spjutspetsen i flygvapnet tillsammans med luftförsvarssystemet Stril-60. Denna kombination ansågs då vara Västeuropas slagkraftigaste jaktförsvarssystem. 
Vidare föreslogs att öka beredskapen successivt genom
- Luftbevakningen och stridsledningen effektiviseras.
- Ytterligare åtgärder tas till för att förbättra flygvapnets omedelbara insatsberedskap.
- Snabbare insatser av spaningsflyg.
- Decentralisering och utspridning av flygbaser, omedelbart användbara efter mobilisering.

## Marinen
För marinen innebar försvarsbeslutet inga större omorganisationer, utan man fortsatte på samma inriktning man fått genom 1958 års försvarsbeslute, dvs övergå till en ”lättare” flotta genom avveckling av jagare. Och övergå till motortorpedbåtar, kustkorvetter m.fl. mindre fartyg.